# Populous 2: Trials of the Olympian Gods
Pour les articles homonymes, voir Populous (homonymie).
Populous 2: Trials of the Olympian Gods est un jeu vidéo de stratégie en temps réel développé par Bullfrog, sorti en 1991 sur MS-DOS, Amiga et Atari ST,,,,. Il a été édité sur DOS, Mega Drive, Super Nintendo en 1993 et sous MacOS en 1994. Il fait suite à Populous.
La version Mega Drive porte le nom  Populous II: Two Tribes.

## Le jeu

### Introduction
Populous II est la suite directe du premier jeu Populous de Bullfrog et est un des jeux les plus réputés de la compagnie. Comme son prédécesseur, Populous II est un jeu où le joueur prend le rôle d'un Dieu qui doit lutter contre les disciples d'un Dieu ennemi.

### Nouveautés
Alors que Populous faisait seulement allusion à Dieu, Populous II est spécialement basé sur la mythologie grecque. Le joueur joue le rôle d'un demi-Dieu, un des nombreux enfants de Zeus avec les femmes mortelles et doit lutter contre une divinité grecque jusqu'au combat final contre son père. Zeus a promis au joueur de le laisser dans le panthéon s'il peut survivre à toutes les batailles.
Populous II a considérablement plus d'effets d'« interventions divines » que le premier épisode : Populous II en compte vingt-neuf contre seulement huit pour le précédent. Les effets sont divisés en six catégories : la terre, l'eau, le vent, le feu, la nature, et les humains. Chaque catégorie a un « niveau de force individuel » qui détermine que les effets sont disponibles à utiliser. De la même façon que l'effet de « chevalier » dans Populous, chaque catégorie d'effet inclut un effet de « héros », permettant au joueur de transformer un de ses disciples dans n'importe laquelle des six figures légendaires de la mythologie grecque.
Les catégories d'effets rentrent aussi en jeu lorsque le joueur gagne une bataille contre un Dieu ennemi. Selon sa performance, on lui décerne un à cinq points d'expérience, qu'il peut alors utiliser pour promouvoir ses capacités dans n'importe laquelle des six catégories.

### Extension
Un disque de données additionnel a aussi été créé appelé Les jeux de défis (Populous II: The Challenge Games) ; la mythologie japonaise fut à l'honneur et le jeu avait un style de « jeu de puzzle ».

## Accueil
Populous II est l'un des jeux les mieux reçus de sa génération par la presse spécialisée.
- ACE 985/1000 • Amiga Format 95 % • CU Amiga 97 % • Joystick 96 %